# Dimitrios Rallis
Dimitrios Rallis (en griego: Δημήτριος Ράλλης, Atenas, 1844-5 de agosto de 1921) fue un político griego y primer ministro de su país.

## Biografía
Descendía de una vieja familia política griega. Antes de la independencia de Grecia, su abuelo, Aléxandros Rallis, había sido un prominente fanariote, mientras que su padre Georgios Rallis había sido designado ministro en el gobierno de Andreas Miaoulis y luego ministro de justicia de la Suprema Corte de Grecia.
En 1872, Rallis fue elegido por primera vez miembro del parlamento y siempre representó al distrito ateniense. Fue ministro en varios gobiernos y primer ministro de Grecia en cinco oportunidades: del 30 de abril de 1897 al 3 de octubre de 1897, del 11 de julio de 1903 al 7 de diciembre de 1903, del 22 de junio de 1905 al 21 de diciembre de 1905, del 19 de julio de 1909 al 28 de agosto de 1909 y del 18 de noviembre de 1920 al 6 de febrero de 1921. 
Durante su último gobierno, después de las elecciones de 1920, se realizó un plebiscito sobre la continuidad del rey Constantino I. Falleció de cáncer a la edad de 77 años. 
Su hijo, Ioannis Rallis, fue primer ministro durante la ocupación nazi en la Segunda Guerra Mundial y su nieto, Georgios Rallis, fue primer ministro en el periodo 1980-1981.
| Predecesor: Theodoros Deligiannis | Primer ministro de Grecia 1897        | Sucesor: Alexandros Zaimis         |
| Predecesor: Georgios Theotokis    | Primer ministro de Grecia 1903        | Sucesor: Georgios Theotokis        |
| Predecesor: Theodoros Deligiannis | Primer ministro de Grecia 1905        | Sucesor: Georgios Theotokis        |
| Predecesor: Georgios Theotokis    | Primer ministro de Grecia 1909        | Sucesor: Kiriakoulis Mavromichalis |
| Predecesor: Eleftherios Venizelos | Primer ministro de Grecia 1920 - 1921 | Sucesor: Nikolaos Kalogeropoulos   |

- Datos: Q209144
- Multimedia: Dimitrios Rallis / Q209144